# Encephalartos mackenziei
Encephalartos mackenziei L.E. Newton, 2002 è una pianta appartenente alla famiglia delle Zamiaceae, endemica del Sudan.

## Descrizione
È una cicade con fusto alto sino a 3,5 m e con diametro di 35 cm, dapprima eretto, poi decombente, caratterizzato dalla presenza di numerosi fusti secondari che si originano da polloni basali.
Le foglie, pennate, disposte a corona all'apice del fusto, sono lunghe sino a 1,5 m, composte da numerose paia di foglioline obovate, coriacee, tomentose, lunghe 15–17 cm, con 3-5 spine sul margine superiore e un apice pungente, inserite sul rachide con un angolo di 45°.

È una specie dioica, con esemplari maschili che presentano sino a 10 coni cilindrici, peduncolati, lunghi circa 22 cm e larghi 9 cm, di colore verde chiaro che vira verso il giallo a maturità, ed esemplari femminili con 1-2 coni ovoidali, lunghi circa 40 cm e larghi 16–18 cm, inizialmente di colore verde chiaro, da verde oliva a giallo brunastri a maturità.

I semi sono grossolanamente ovoidali, 3,5 cm, ricoperti da un tegumento rosso arancio.

## Distribuzione e habitat
L'areale della specie è ristretto ai monti Didinga, nel Sudan sud-orientale.
Cresce su suoli rocciosi, ad altitudini comprese tra 1.800 e 2.000 m s.l.m.

## Conservazione
La IUCN Red List classifica E. mackenziei come specie prossima alla minaccia (Near Threatened).

La specie è inserita nell'Appendice I della Convention on International Trade of Endangered Species (CITES).